# Luzarches
Luzarches – miejscowość i gmina we Francji, w regionie Île-de-France, w departamencie Dolina Oise.
Według danych na rok 1990 gminę zamieszkiwało 3371 osób, a gęstość zaludnienia wynosiła 165 osób/km² (wśród 1287 gmin regionu Île-de-France Luzarches plasuje się na 388. miejscu pod względem liczby ludności, natomiast pod względem powierzchni na miejscu 69.).